# Loerbeek

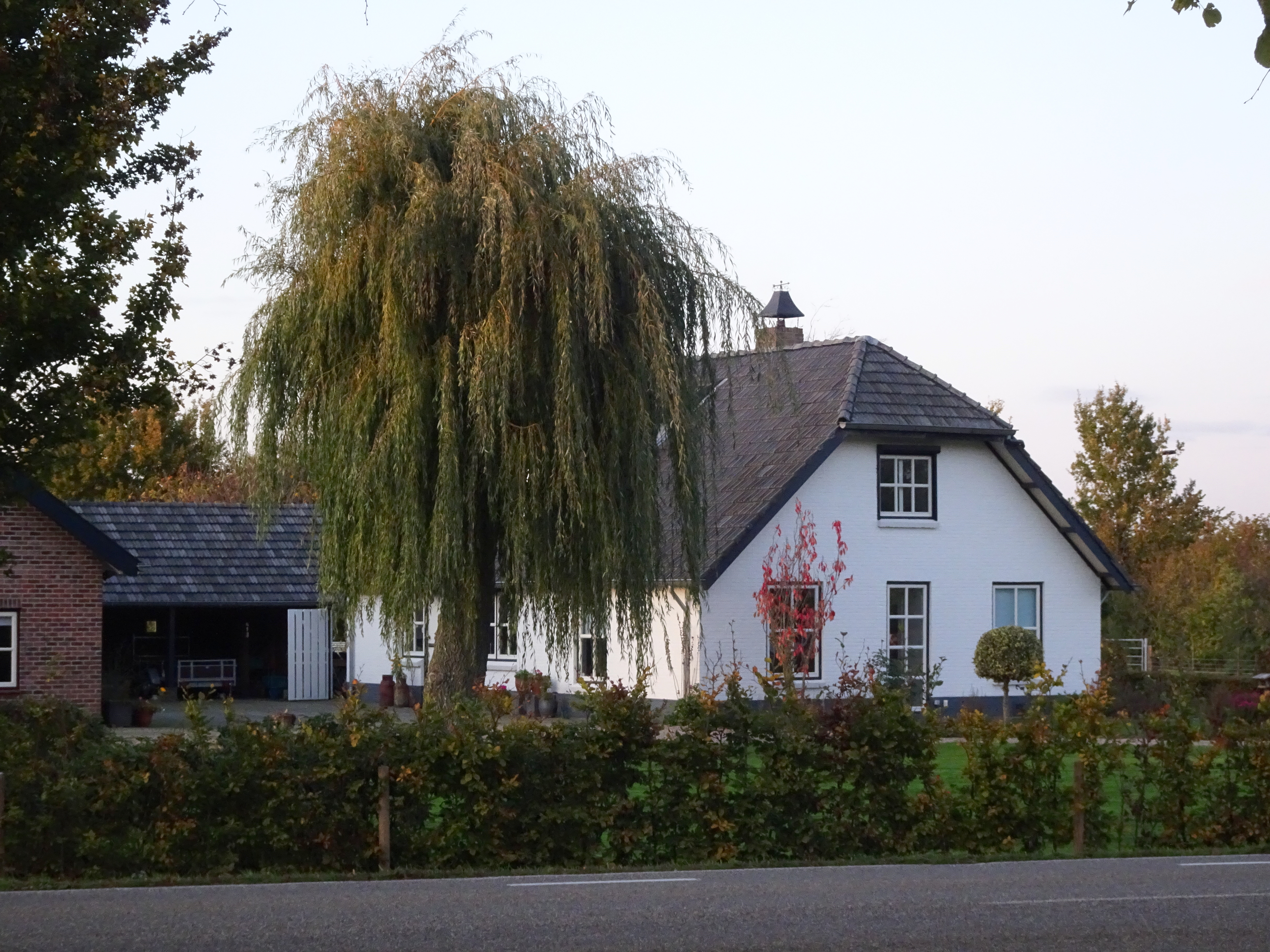

Loerbeek est un village situé dans la commune néerlandaise de Montferland, dans la province de Gueldre. Le village compte environ 500 habitants.